# Pteris reticulato-venosa
Pteris reticulato-venosa là một loài dương xỉ trong họ Pteridaceae. Loài này được Hedwigia mô tả khoa học đầu tiên năm 1909.
Danh pháp khoa học của loài này chưa được làm sáng tỏ. 